# Peroksydacja lipidów
Peroksydacja lipidów − biologiczny proces utleniania lipidów, łańcuchowy i wolnorodnikowy, w którego wyniku powstają nadtlenki tych lipidów. Składa się z trzech etapów: inicjacji, propagacji i terminacji − typowych etapów reakcji wolnorodnikowych, oraz reinicjacji. 

## Podział
Procesy peroksydacji lipidów dzieli się na dwa rodzaje. Są to:
1. peroksydacja nieenzymatyczna
2. peroksydacja enzymatyczna

## Produkty
Produktami procesów peroksydacji lipidów są aldehydy (np. dialdehyd malonowy − MDA), hydroksyaldehydy (np. 4-hydroksynonenal) i węglowodory (np. etan, pentan).

## Znaczenie
Produkty tego procesu dokonują modyfikacji właściwości fizycznych błon komórkowych, w tym:
- obniżają hydrofobowość lipidowego wnętrza błon
- depolaryzują błony
- zaburzają asymetrię lipidową błon
- hamują aktywność enzymów błonowych
- hamują aktywność białek transportujących

co w konsekwencji może skutkować utratą integralności błon wewnątrzkomórkowych i błony plazmatycznej.